# Chip und Chap – Die Ritter des Rechts
Chip und Chap – Die Ritter des Rechts (im Original Chip ’n Dale: Rescue Rangers) ist eine Disney-Zeichentrickserie, die zwischen 1989 und 1990 erstausgestrahlt wurde und zu den ersten Serien im Syndication-Programmfenster Disney Afternoon gehört. Die deutsche Premiere war am 5. Januar 1991 im Disney Club des Ersten. Die Titelfiguren – in Deutschland zuvor als Ahörnchen und Behörnchen bekannt – leiten nun die fünfköpfige „Rettungstruppe“, die immer wieder ausrückt, um Verbrechen aufzuklären oder zu verhindern.

## Figuren
| Figur                        | Originalsprecher          | Deutscher Sprecher                |
| ---------------------------- | ------------------------- | --------------------------------- |
| Chip                         | Tress MacNeille           | Stefanie Schmidt                  |
| Chap (orig. Dale)            | Corey Burton              | Wolfgang Ziffer                   |
| Summi (orig. Zipper)         | Corey Burton              | Eva-Maria Werth                   |
| Trixi (orig. Gadget)         | Tress MacNeille           | Juana von Jascheroff Dorette Hugo |
| Samson (orig. Monterey Jack) | Jim Cummings Peter Cullen | Elmar Gutmann                     |
| Professor Nimnul             | Jim Cummings              | Hans-Joachim Hanisch              |
| Ratt Capone                  | Jim Cummings              | Friedrich Schoenfelder            |
| Al Katzone (orig. Fat Cat)   | Jim Cummings              | Frank-Otto Schenk                 |
| Kralle (orig. Meps)          | Peter Cullen              | Barbara Ratthey                   |
| Molly (orig. Mole)           | Corey Burton              | Krikor Melikyan                   |
| Warze (orig. Wart)           | Corey Burton              | Sven Plate Joachim von Ulmann     |

- Chip (Ahörnchen) ist ein Streifenhörnchen und der Anführer der Rettungstruppe. Er ist mit einem Fedora und einer Fliegerjacke bekleidet. Chip nimmt seine Arbeit in der Rettungstruppe sehr ernst. In seiner Freizeit liest er Detektiv-Romane.
- Chap (Behörnchen, im Original Dale) ist ebenfalls ein Streifenhörnchen. Er ist mit einem roten Hawaiihemd mit gelben Blumen bekleidet. Chap ist eher faul und verbringt seine Freizeit mit dem Lesen von Comicheften und Fernsehen. Er wirkt oft naiv, jedoch bauernschlau. Im entscheidenden Moment kann man sich auf ihn verlassen.
- Trixi (im Original Gadget Hackwrench, ein Sprachspiel bestehend aus den Wörtern gadget für „Apparat“, hack für „Bastler(in), Tüftler(in)“ und wrench für „Schraubenschlüssel“) ist eine Maus. Trixi ist freundlich, hochintelligent und technisch begabt. Sie ist die Konstrukteurin fast der gesamten Ausrüstung der Rettungstruppe, so unter anderem der Retterboeing und, nach deren Verlust, des Luftschiffes, in dem die Rettungstruppe regelmäßig unterwegs ist. Oft ist sie der Prototyp der zerstreuten Professorin, wenn sie in ihre Arbeit versunken ist und sich damit mehr als mit der Situation um sie herum beschäftigt, was teilweise zu Situationskomik führen kann. Chip und Chap sind beide verliebt in sie und machen ihr Avancen, jedoch bleiben diese meist ohne Erfolg, auch wenn Trixi ab und zu darauf zu reagieren scheint.
- Samson (im Original Monterey Jack oder kurz Monty, wie der gleichnamige amerikanische Käse) ist eine weitgereiste australische Muskelmaus (basiert auf einer Kängururatte). Er hat eine Schwäche: Käse. Wenn er diesen auch nur riecht, setzt sein Verstand aus und er wirkt wie hypnotisiert. Seine Sucht nach Käse bringt die Rettungstruppe des Öfteren in Schwierigkeiten. Ansonsten ist Samson aber absolut zuverlässig und für die Rettungstruppe unentbehrlich. Obwohl er es mit erheblich größeren Gegnern aufnehmen kann, hat er Angst vor den meisten Katzen. Samson war früher ein Freund von Trixis Vater; seitdem dieser auf nicht näher geklärte Weise umkam, als Trixi noch klein war („Ihr größter Fall III“), kümmert sich Samson als väterlicher Freund um Trixi. Er macht des Öfteren Anspielungen auf seine früheren (Militär-)Einsätze.
- Summi (im Original Zipper) ist eine grüne Fliege und Samsons bester Freund. Samson ist der Einzige der Rettungstruppe, der Summis Sprache versteht, obwohl er in späteren Folgen deutlicher spricht. Summis geringe Größe und seine Fähigkeit zu fliegen helfen der Rettungstruppe oft weiter.
- Professor Norton Nimnul ist ein verrückter Wissenschaftler und ein Erzfeind der Rettungstruppe. Schon oft hat er versucht, mithilfe von wahnsinnigen Erfindungen an Geld zu gelangen oder die Weltherrschaft an sich zu reißen. Nimnul hat orangefarbenes, schütteres Haar, einen Schnurrbart und trägt eine Brille mit extrem starken Gläsern.
- Rattcapone ist eine Ratte und ein weiterer Gegenspieler der Rettungstruppe. Er lebt in den Abwasserkanälen der Stadt. Seine Handlanger sind Arnold Mausenegger (im Original Arnold Mousenegger), eine große Ratte, die sich durch ihre Stärke auszeichnet und die Eidechse Sallone (im Original Sugar Ray Lizard).
- Der Kater Al Katzone (im Original Fat Cat) ist der größte Feind der Rettungstruppe. Aus dem Mehrteiler Ihr größter Fall geht hervor, dass der Gangsterboss das Haustier des berüchtigten kriminellen Genies Raffinelly (im Original Aldrin Klordane) gewesen ist, dem einzigen Menschen vor dem er Respekt empfindet. Er wohnt über einer Katzenfutterfabrik in einer großen Katzenstatue. Darin befindet sich neben einem Büro ein Kasino und eine Spielhalle, in der sich allerlei kriminelles Gesindel herumtreibt. Sich selbst bezeichnet er als König der Unterwelt der Tiere. Außerdem erfährt man in der Folge „Das Ultra-Pudel-Störgerät“, dass er einen Cousin namens Maltese De Sade hat, der in Paris lebt.
- Seine Handlanger:
  - Kralle (im Original Mepps): ein Straßenkater; wird gelegentlich auch im Deutschen Mepps genannt
  - Warze (im Original Wart): eine Eidechse
  - Molly (im Original Mole): ein Maulwurf
  - Ratzo (im Original Snout ‚Schnauze‘): eine Ratte; kommt nur in wenigen Folgen vor

## Hintergrund
Die Musik der Serie wurde komponiert und dirigiert von Glen Daum. Der Titelsong wurde von Mark Mueller geschrieben und im Original von Jeff Pescetto gesungen. Auf Deutsch singt Prinzen-Sänger Tobias Künzel. Es gibt auch eine gut dreiminütige Version nebst Musikvideo von der Band The Jets. Die deutsche Synchronfassung erstellte die Berliner Synchron GmbH Wenzel Lüdecke, Heike Kospach übernahm Dialogbuch und -regie. Das Rabbit-Studio aus Bönnigstedt bearbeitete die Tonspuren zusätzlich zu Hörspielen für Karussell. Es erschienen sieben Doppelfolgen mit Michael Harck als Erzähler.
In der Originalfassung der Darkwing Duck-Folge Multitalent Megavolt fällt kurz vor Ende zwischen Chip und Samson der Satz „Rescue Rangers away!“, den ein Mithörer mit den Worten kommentiert „Now there's a cartoon show!“ Auf Deutsch wird stattdessen eine fiktive Serie mit dem Titel „Das boxende Känguru“ genannt.
Es erschienen verschiedene Comics in den 1990ern sowie ab 2010 bei Boom! Studios. Capcom entwickelte zwei populäre Jump-’n’-Run-Videospiele unter dem Namen der Serie für das Nintendo Entertainment System, die 2017 in der Disney Afternoon Collection für PC und Konsolen neu aufgelegt wurden. 
Frank Angones, Autor der Neuauflage von Disneys DuckTales, plante ein Reboot der Serie, diese wurde jedoch abgelehnt. Letztendlich führte er die Rettungstruppe in Folge 50 von DuckTales ein. 2022 erschien auf Disney+ ein gleichnamiger Spielfilm auf Basis der Serie.

## Heimkino-Veröffentlichung
In den USA erschien am 8. November 2005 die erste DVD-Box der Serie mit 27 Folgen. Am 14. November 2006 folgte eine zweite DVD-Box mit weiteren 24 Folgen, darunter dem fünfteiligen Pilotfilm. Somit wurden 51 Episoden veröffentlicht. In Deutschland erschienen zwischen 1990 und 1996 fünf VHS-Kassetten mit je zwei Folgen. Im Februar 2007 erschienen drei DVDs mit je sechs bis sieben Folgen. Collection eins, veröffentlicht am 25. Oktober 2012, sammelt diese 20 Episoden. Collection zwei folgte am 5. Dezember 2012 mit 24 weiteren Folgen. Von 65 Episoden fehlen den deutschen DVDs weiterhin die Nummern 25 sowie 52 bis 65. Der amerikanische iTunes Store bietet alle drei Staffeln auf Englisch in 1080p an. Auf Disney+ sind alle drei Staffeln vorhanden. Am 25. Januar 2022 veröffentlichte Buena Vista eine englische BluRay-Box, für die die gesamte Serie in HD neu abgetastet wurde.

## Belege
1. ↑  Hans Joachim Herwald: Hörspiele A B C. In: Rabbit-Studio. Abgerufen am 5. November 2024.
2. ↑  Rettungstruppe, «Kingsman»-Style: «DuckTales»-Macher plante ambitioniertes «Chip & Chap»-Reboot. 24. Februar 2020, abgerufen am 24. Februar 2020 (deutsch).
3. ↑  Chip & Chap – Die Ritter des Rechts | Zeichentrickserien auf DVD. Abgerufen am 16. April 2023.
4. ↑  Chip 'n' Dale Rescue Rangers: The Complete Series Blu-ray. In: bluray.com. Abgerufen am 5. November 2024 (englisch).